# Simão Pereira
Simão Pereira é um município brasileiro do estado de Minas Gerais. Sua população recenseada em 2022 era de 2 947 habitantes. 

## História
Simão Pereira de Sá, português, casado com Anna de Boucan de ascendência francesa, tinha um sítio no "Caminho das Minas", o qual recebeu carta de sesmaria em 5 de outubro de 1715, e foi marco inicial de uma povoação, que ,posteriormente em 1718, foi criada a freguêsia de Nossa Senhora da Glória.
Posteriormente foi criado nas adjacências o município de  Simão Pereira, em homenagem ao seu primeiro povoador ou desbravador.

## Geografia
O município é atravessado por uma ferrovia de grande importância histórica, a Linha do Centro da antiga Estrada de Ferro Central do Brasil, estando hoje sob concessão da MRS Logística para o transporte de cargas. 
Também é acessado pelas rodovias BR-040, LMG 874 e AMG-3070. 